# Wasser-Dickblatt
Das Wasser-Dickblatt (Crassula aquatica) ist eine Pflanzenart aus der Gattung Dickblatt (Crassula) innerhalb der Familie der Dickblattgewächse (Crassulaceae).

## Beschreibung

Illustration

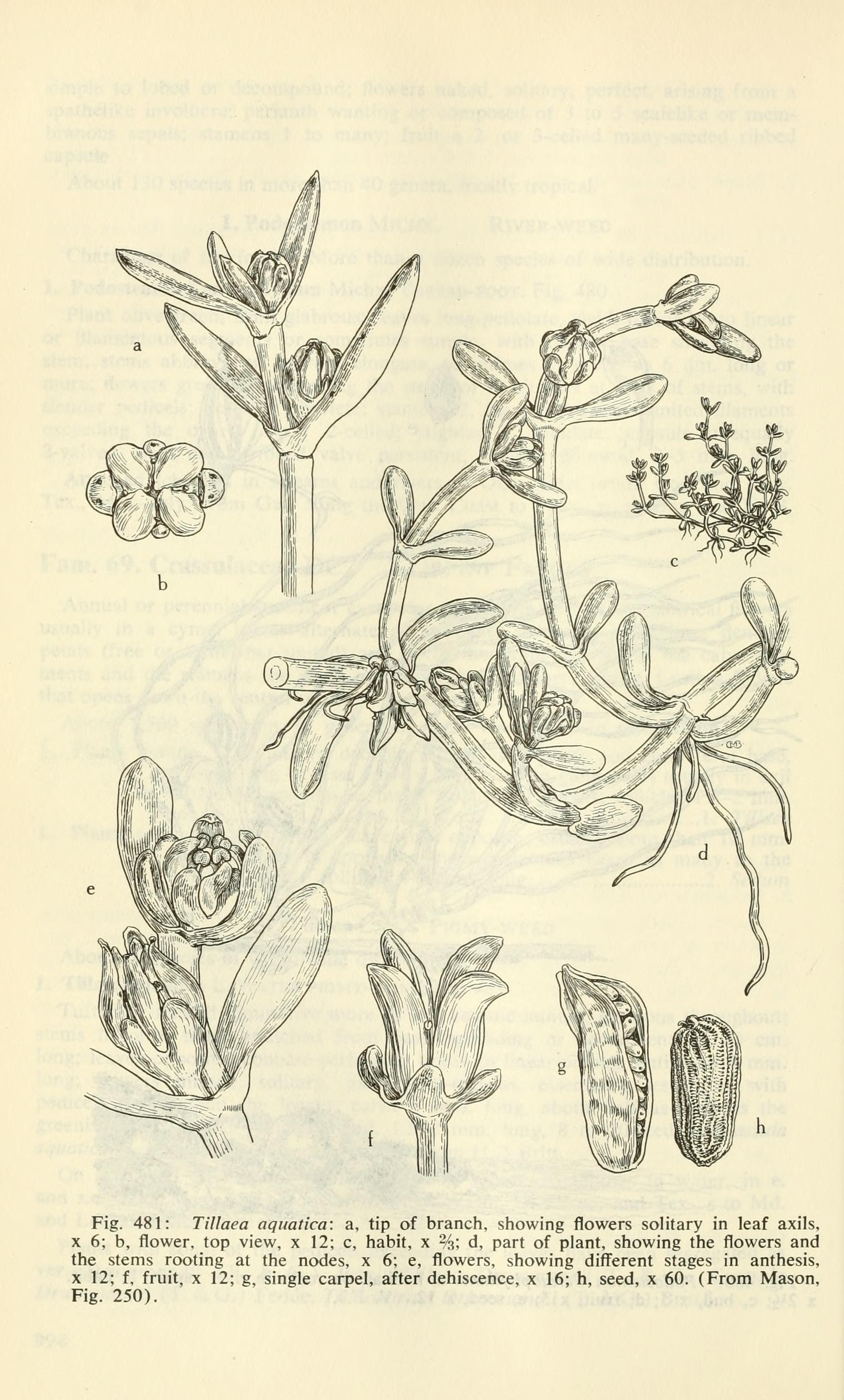
Illustration aus Aquatic and wetland plants of southwestern United States, S. 996

### Vegetative Merkmale
Crassula aquatica ist eine einjährige krautige, sukkulente Pflanze. Ihre aufrechten bis aufgerichtet-kriechenden Sprossachsen sind bis 10 Zentimeter lang. Die Pflanze wird 1,8 bis 5 Zentimeter hoch.
Die Sprosse sind reichlich ästig und an den Knoten mit vielen Adventivwurzeln besetzt. Die Laubblätter sind kreuzweise gegenständig.  Sie sind bei einer Länge von 3 bis 6,5 Millimetern lineal-lanzettlich mit zugespitztem bis stumpfem oberen Ende. Sie sind waagrecht abstehend und am Grund kurzscheidig verbunden.

### Generative Merkmale
Aus den Knoten der Sprossachse entsteht je eine Blüte, die an einem weniger als einem Millimeter langen Blütenstiel sitzen. Die zwittrige Blüte ist radiärsymmetrisch und vierzählig mit doppelter Blütenhülle. Die 0,6 bis 0,9 Millimeter langen und 0,7 bis 0,8 Millimeter breiten Kelchblätter sind dreieckig bis stumpf und gelegentlich mit schwarzen, drüsigen Punkten besetzt. Ihre rhombisch-eiförmigen Kronblätter sind etwa zweimal so lang wie die Kelchblätter und etwa 0,8 Millimeter breit. Die 0,8 Millimeter langen Nektarschüppchen sind fadenförmig-spatelig. Die 4 Staubblätter sind kürzer als die Kronblätter. Die Balgfrüchte sind eiförmig-kugelig, jede enthält 10 bis 12 Samen. Die Samen sind länglich-ellipsoidisch, längsgestreift und winzig fein gerunzelt. Die Blütezeit ist Juli bis September.
Die Chromosomenzahl beträgt 2n = 42.

## Vorkommen
Crassula aquatica ist in Nord- und Osteuropa, im nördlichen Asien und im Nordamerikas verbreitet. In Europa hat sie ursprüngliche Vorkommen in Großbritannien, Island, Norwegen, Schweden, Finnland, Dänemark, Russland, Lettland, Estland, Polen, Deutschland, Österreich, Tschechien und in der Slowakei. In Portugal und auf Korsika kommt die Art eingeschleppt vor, auf der Krim ist die Ursprünglichkeit zweifelhaft.
Crassula aquatica wächst mehr oder weniger untergetaucht im Schlick der Brackwasserzone. Sie ist pflanzensoziologisch eine Art des Verbands Nanocyperion. In Mitteleuropa kommt sie nur in der Ebene und auf kalkfreier Unterlage vor. Sie hat hier heute noch Vorkommen in Dänemark, Tschechien und in Österreich im Waldviertel. Früher kam sie auch in Norddeutschland, in Sachsen, Sachsen-Anhalt, in Berlin-Brandenburg, bei Heidelberg und in Polen bei Kolberg vor.

## Ökologie
Je nach Wasserstand ist der Wuchs verschieden. Im Wasser wachsende Pflanzen sind mehr oder weniger aufrecht, auf Schlamm lebende Pflanzen sind meist niederliegend.

## Taxonomie
Die Erstveröffentlichung unter dem Namen (Basionym) Tillaea aquatica erfolgte 1753 durch Carl von Linné in Species Plantarum, Tomus I, S. 128. Selmar Schönland ordnete diese Art 1891 als Crassula aquatica (L.) Schönland der Gattung Crassula zu. Synonyme sind Tillaeastrum aquaticum (L.) Britton und Bulliarda aquatica (L.) DC.

## Nachweise

## Weiterführende Literatur
- W. J. Cody: A history of Tillaea aquatica (Crassulaceae) in Canada and Alaska. In: Rhodora. Band 56, 1954, S. 96–100.